# Cissy Kraner

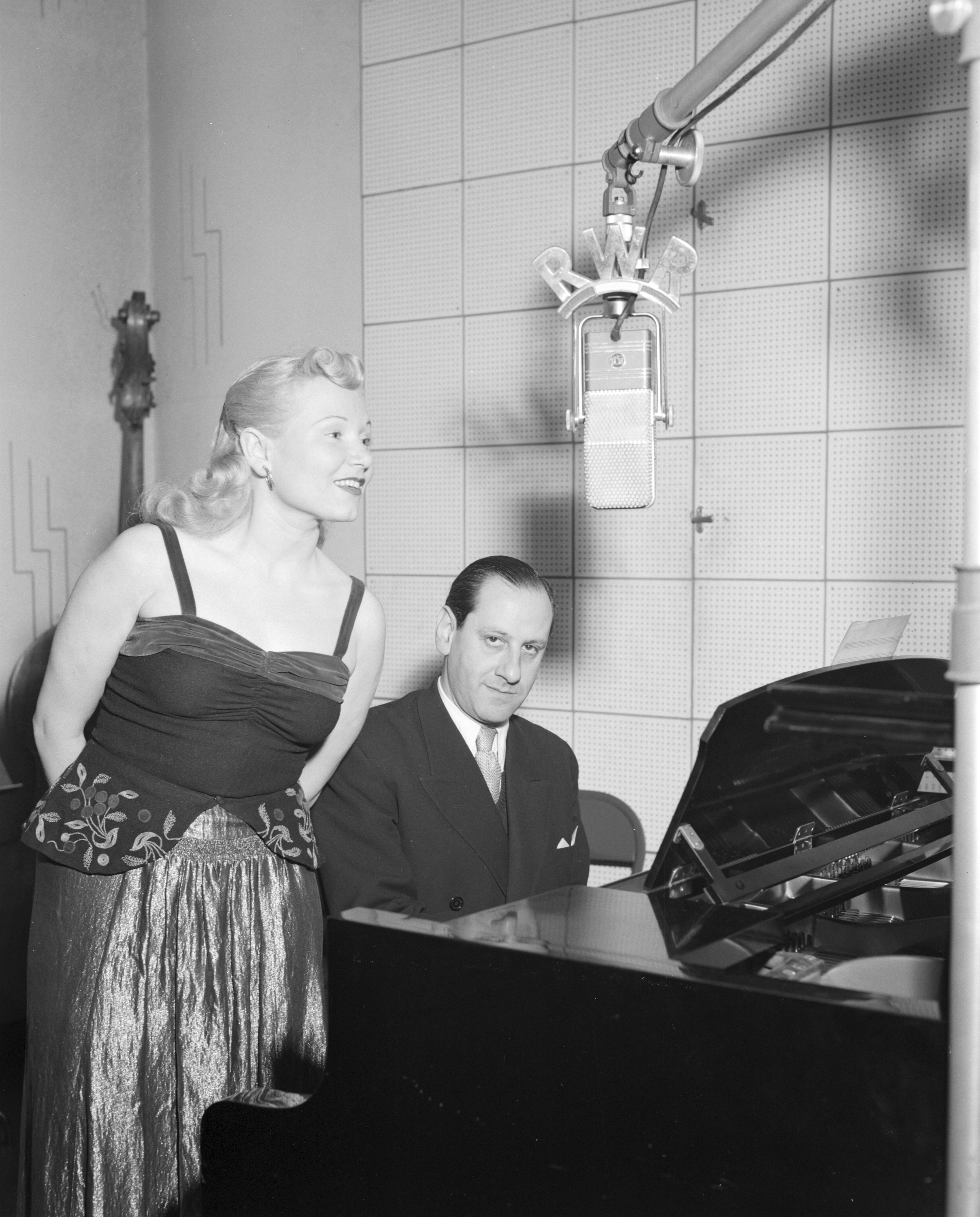
Cissy Kraner und Hugo Wiener bei den Aufnahmen für eine Kabarettsendung (1950)

Cissy Kraner, eigentlich Gisela Maria Spitz (* 13. Jänner 1918 in Wien; † 1. Februar 2012 in Baden) war eine österreichische Schauspielerin, Sängerin (Diseuse) und Kabarettistin.

## Leben und Werk

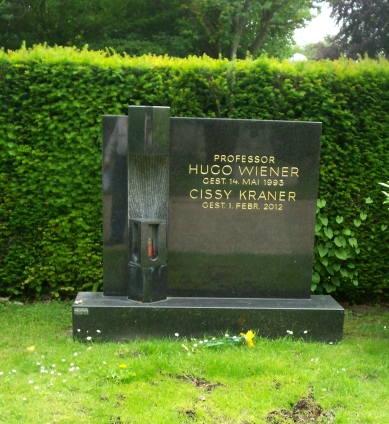
Grab von Hugo Wiener und seiner Frau Cissy Kraner auf dem Wiener Zentralfriedhof, Gruppe 33 G, Nummer 1

Nach einem klassischen Gesangsstudium und einigen Engagements als Soubrette wandte sich die Wienerin bald dem Kabarett zu und trat auf verschiedenen Kleinkunstbühnen, wie dem Wiener Kabarett ABC auf. 1938 ging sie mit einer Revuebühne auf Gastspiele nach Bogotá, wo sie Hugo Wiener kennenlernte. Sie begann mit ihm aufzutreten, und nach ihrer Hochzeit 1943 eröffneten sie in Caracas gemeinsam eine kleine gutgehende Exilanten-Bar, in der Kraner die Chansons ihres Mannes in fünf verschiedenen Sprachen vortrug. Sie wurde zwar zum Reichsarbeitsdienst beordert, blieb aber bei ihrem Mann, da er jüdischer Herkunft war.
Nach dem Krieg kamen die beiden 1948 nach Wien zurück, wo sofort Kraners Karriere im Ensemble des Kabarett Simpl begann, die bis 1965 dauerte. In dieser Zeit entstanden Hugo Wieners Chansons Der Novak läßt mich nicht verkommen, Ich wünsch' mir zum Geburtstag einen Vorderzahn oder Ich kann den Novotny nicht leiden, die durch ihren Vortrag legendär wurden. Von 1950 bis zum Frühjahr 1951 spielte sie am „Lachenden Kabarett“ in der Melodies Bar (Annagasse 3, St. Annahof) neben Hugo Wiener und Maxi Böhm. 1985 holte sie der Wiener Regisseur und Choreograf Bernd Roger Bienert an die Wiener Staatsoper, um mit Cissy Kraner in der Hauptrolle die Uraufführung eines Musiktheaterwerkes des österreichischen Komponisten Gottfried von Einem unter dem lautmalerischen Titel „Rads Datz“ zu kreieren. Das Stück wurde an der Wiener Staatsoper zum solitären Vorreiter der heutigen performativen Tendenzen an den Theatern, versagte Bienert doch dem Tanz seine Gefolgschaft und konzentrierte sich auf die Umsetzung der Texte von Lotte Ingrisch in der Interpretation durch Kraner. Die Premiere geriet zu einem „succès de scandale“, da man unter anderem nicht die damals beinahe siebzigjährige Diseuse Cissy Kraner als „tanzende“ Solistin in einem Ballett auf der Bühne der Wiener Staatsoper erwartet hatte. Der Auftritt Kraners an der Wiener Staatsoper gilt als Beweis für ihren Mut, sich auch für unangepasst Neues und Nichtalltägliches einzusetzen.
Hugo Wiener starb 1993, seither wurde Cissy Kraner bei ihren Chansons von Herbert Prikopa begleitet.
Cissy Kraner ist am 1. Februar 2012 im Hilde-Wagener-Künstlerheim in Baden, Niederösterreich, im Alter von 94 Jahren verstorben. Am 15. Februar wurde sie auf dem Wiener Zentralfriedhof im Ehrengrab von Hugo Wiener (Gruppe 33 G, Nummer 1) beigesetzt. 2013 wurde der Cissy-Kraner-Platz im 4. Bezirk Wieden nach ihr benannt; dieser befindet sich in der Nähe des nach ihrem Mann benannten Hugo-Wiener-Platzes.

## Diskografie
- Die Welt der Cissy Kraner Am Flügel: Hugo Wiener. Preiser records, 1988.
- Aber der Novak ... Audio-CD 1996
- Der Novak lässt mich nicht verkommen (Original-Aufnahme) (EPA 1026/Austroton/EP-17 cm-Schallplatte): A: 1. Wie man eine Torte macht. 2. Das Pin-Up-Girl; B: 1. Der Novak lässt mich nicht verkommen 2. Eine verzwickte Verwandtschaft

## Filmografie (Auswahl)
- 1979: Das Geheimnis der eisernen Maske (The 5th Musketeer)